# Peter Rygaard
Peter Rygaard (født 13. december 1958) er en dansk selvlært skuespiller og tv-vært. Han har tidligere haft gør-det-selv programmet Rygaards Garage, og var en af værterne, da TV 2 lancerede kanalen TV 2 Fri. TV 2 valgte dog ikke at forlænge hans kontrakt efter 2013.
Han debuterede som skuespiller i 1985 i filmen Armors ark og har passet tankstationen i Kalvehave. I spillefilm og tv-serier har han mest haft biroller.
Ryaard har børnene Alexander, Vincent og Gustav.

## Filmografi
| År   | Titel                       | Rolle                  | Noter |
| ---- | --------------------------- | ---------------------- | ----- |
| 1985 | Armors ark                  |                        |       |
| 1993 | De frigjorte                | Ulric                  |       |
| 1994 | Krummerne 3 - Fars gode idé | flyttemandens chauffør |       |
| 1994 | Vildbassen                  | Signes bror            |       |
| 1994 | Nattevagten                 | tjener                 |       |
| 1995 | Kun en pige                 | Ifversen               |       |
| 1995 | Sidste time                 | Birger                 |       |
| 1996 | Mørkeleg                    | Mogens Ebbesen         |       |
| 1997 | Ørnens øje                  | bondetamp              |       |
| 1997 | Stjerner uden hjerner       | Christensen            |       |
| 1999 | Mifunes sidste sang         | forretningsmand        |       |
| 2000 | Max                         | mand til reception     |       |
| 2004 | Hannah Wolfe                |                        |       |
| 2006 | Lotto                       | bankrådgiver           |       |

### TV og TV-serier
| År        | Titel                           | Rolle                       | Noter         |
| --------- | ------------------------------- | --------------------------- | ------------- |
| 1989      | Johansens sidste ugudelige dage | Preben Police               |               |
| 1990-91   | Ugeavisen                       | Lars Tausen                 |               |
| 1996      | Charlot og Charlotte            | bartender                   |               |
| 1996-2000 | Madsen & Co.                    | flyrejsende forretningsmand | et afsnit     |
| 1998      | Rygaards Garage                 | vært                        |               |
| 1998-2001 | Hvide Løgne                     | Gregers ejer Egebæk Hotel   |               |
| 2000-03   | Rejseholdet                     | Lundgaard                   | afsnit 2 og 3 |
| 2000      | Edderkoppen                     | Hiort                       |               |
| 2000-02   | Hotellet                        | betjent                     | afsnit 49     |
| 2013      | TV2 Fri                         | vært                        |               |

### Julekalender
- Gufol mysteriet (1997, 2004) – nisse

### Tegnefilm
- Robotter (2005) – Dørmand Tim

### Tv-reklamer
- for køkkener i selskab med Gordon Kennedy[1]

## Ekstern kilde/henvisning
- Peter Rygaard på Internet Movie Database (engelsk)
- Peter Rygaard på Filmdatabasen
- Peter Rygaard på danskefilm.dk
- Peter Rygaard på danskfilmogtv.dk
- Peter Rygaard på Scope
- Peter Rygaard på Svensk Filmdatabas (svensk)
- Peter Rygaard på The Movie Database (engelsk)